# Koninkrijk Tungning
Het koninkrijk Tungning (Chinees: 東寧 王國; pinyin: Dongning Wángguó; Peh-oe-ji: Tang-Leng Ông-kok) of koninkrijk Formosa was een koninkrijk dat bestond tussen 1661 en 1683. Het werd gesticht door Koxinga (Zheng Chenggong) als onderdeel van de loyalistische beweging om de Ming-dynastie in China te herstellen nadat deze was omvergeworpen door de door Manchu geleide Qing-dynastie. Koxinga hoopte het vasteland van China te heroveren op de Qing en het eiland als uitvalsbasis te gebruiken. Tot de annexatie door de Qing-dynastie in 1683 werd het koninkrijk geregeerd door de erfgenamen van Koxinga. Het grondgebied van het koninkrijk besloeg een deel van het zuidwesten van het eiland Formosa (Taiwan).

## Namen
Met betrekking tot de heersende dynastie, was het Koninkrijk Tungning ook bekend als de Zheng-dynastie (Chinees :鄭氏王朝; pinyin: Zhengshi Wangchao; Peh-oe-ji: Tēⁿ - si Ông-TiAu) of het Koninkrijk Yanping (Chinees: 延平王國; pinyin: Yánpíng Wángguó; Pe̍h-ōe-jī: Iân-peng Ông-kok). Taiwan werd door Koxinga aangeduid als Tungtu (Chinees :東都; pinyin: Dōngdū; Pe̍h-ōe-jī: Tang-to͘). In het Westen, werd het bekend als het Koninkrijk Taiwan, en in de regeerperiode werd het soms aangeduid als de Koxinga-dynastie.